# Nuit debout

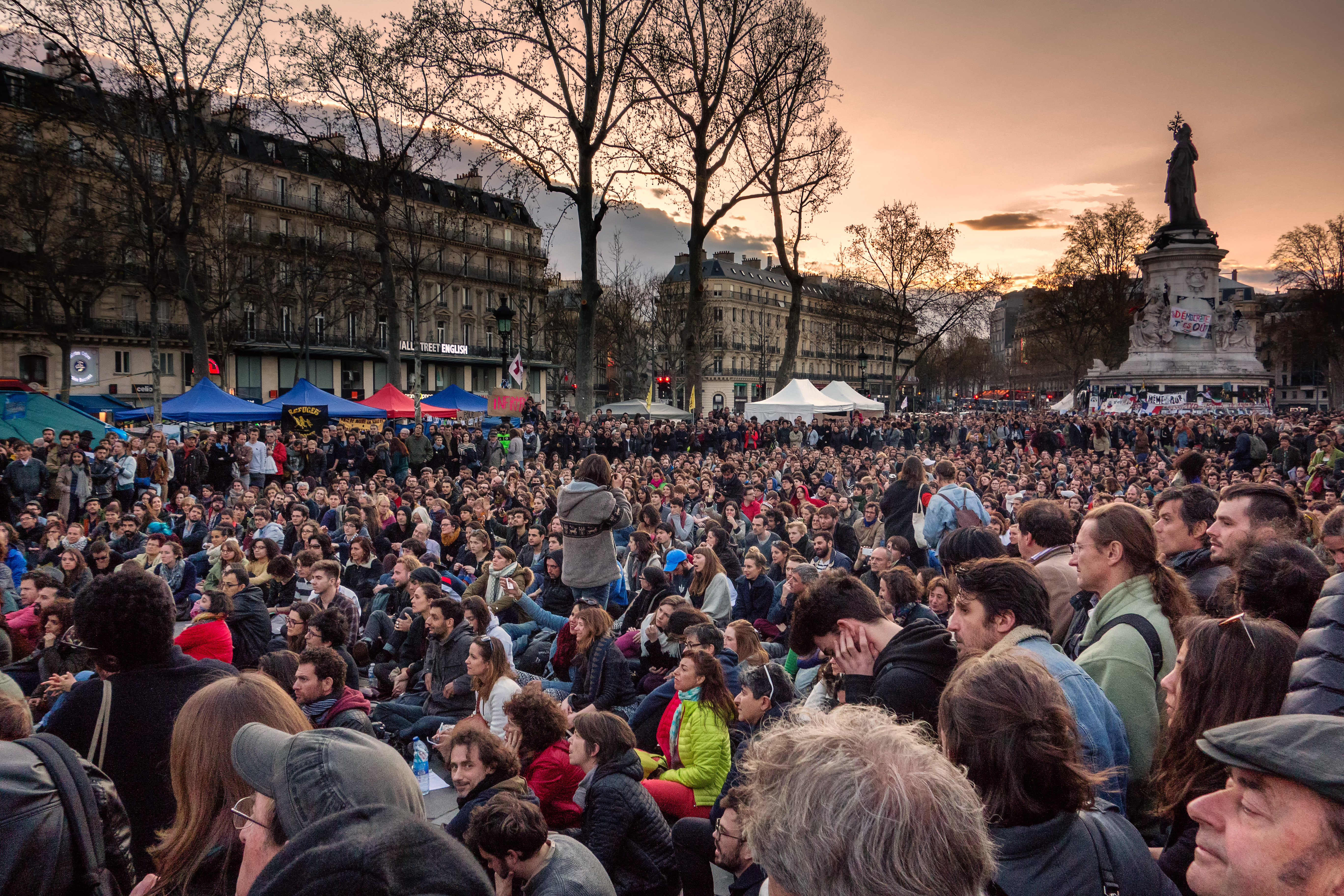
Assemblea generale della Nuit debout a Parigi, place de la République il 10 aprile 2016.

Nuit debout è un movimento sociale di cittadini francesi che ha avuto inizio il 31 marzo 2016, a partire dalle proteste contro la proposta di riforma del lavoro del governo socialista, conosciuta come la Loi Travail, o la Legge El Khomri. È stato paragonato al movimento statunitense Occupy Wall Street e agli indignados spagnoli del movimiento 15-M.